# Lozovik
Lozovik (serbocroata cirílico: Лозовик) es un pueblo de Serbia perteneciente al municipio de Velika Plana en el distrito de Podunavlje del centro del país.
En 2011 tenía 4842 habitantes. Casi todos los habitantes son étnicamente serbios.
Se conoce la existencia del pueblo en documentos desde principios del siglo XVIII, cuando pertenecía al reino de Serbia de los Habsburgo. Se desarrolló notablemente desde principios del siglo XX como poblado ferroviario, al compartir con Saraorci una estación en la línea de Smederevo a Velika Plana.
Se ubica unos 15 km al norte de la capital municipal Velika Plana, sobre la carretera 158 que lleva a Smederevo y Požarevac. Unos 2 km al este del pueblo fluye el río Gran Morava.